# Municipio de Rutland (Míchigan)
El municipio de Rutland (en inglés: Rutland Township) es un municipio ubicado en el condado de Barry en el estado estadounidense de Míchigan. En el año 2010 tenía una población de 3987 habitantes y una densidad poblacional de 42,6 personas por km².

## Geografía
El municipio de Rutland se encuentra ubicado en las coordenadas 42°38′20″N 85°22′17″O / 42.63889, -85.37139. Según la Oficina del Censo de los Estados Unidos, el municipio tiene una superficie total de 93.59 km², de la cual 90,73 km² corresponden a tierra firme y (3,06 %) 2,86 km² es agua.

## Demografía
Según el censo de 2010, había 3987 personas residiendo en el municipio de Rutland. La densidad de población era de 42,6 hab./km². De los 3987 habitantes, el municipio de Rutland estaba compuesto por el 97,22 % blancos, el 0,03 % eran afroamericanos, el 0,3 % eran amerindios, el 0,28 % eran asiáticos, el 0,83 % eran de otras razas y el 1,35 % eran de una mezcla de razas. Del total de la población el 2,11 % eran hispanos o latinos de cualquier raza.